# Macoubea
Macoubea là chi thực vật có hoa trong họ Apocynaceae.